# 三線

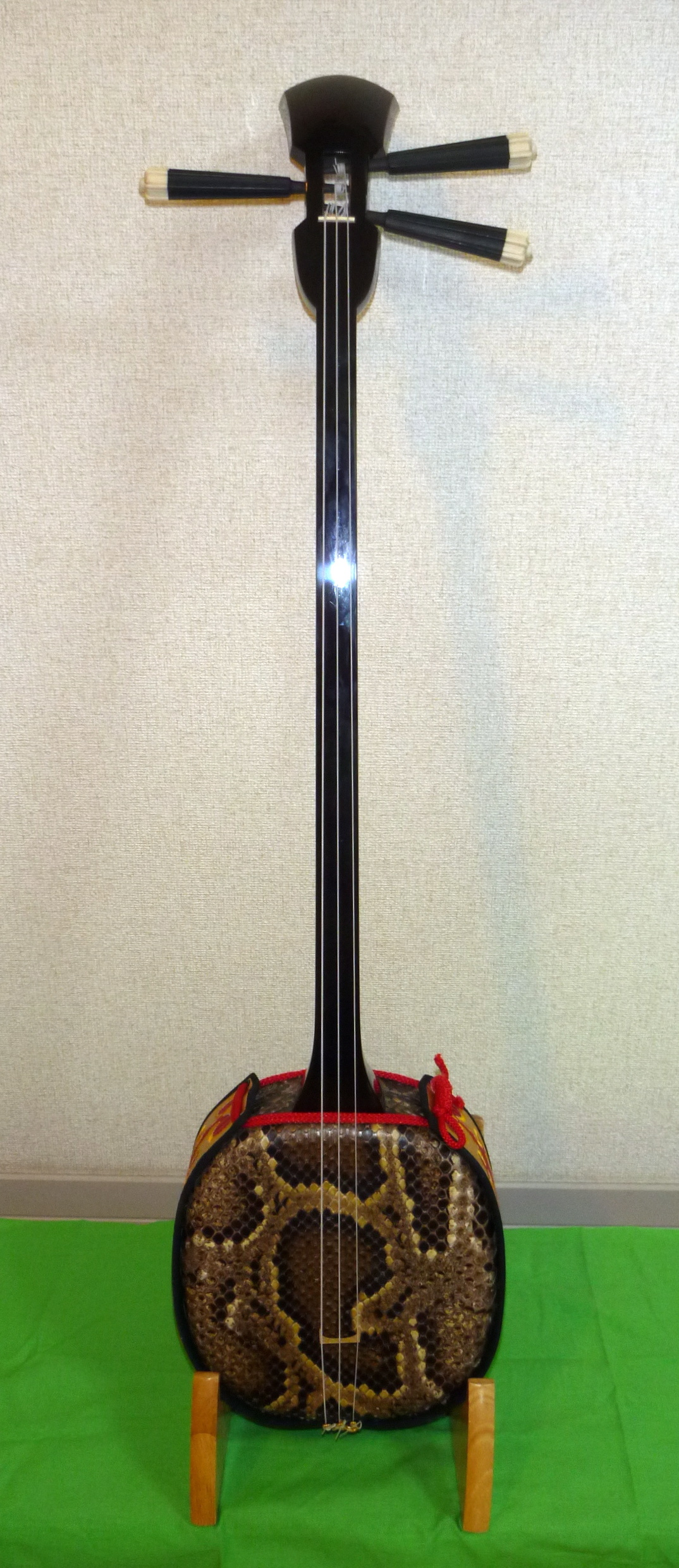
真壁型（志多伯開鐘写し）本皮

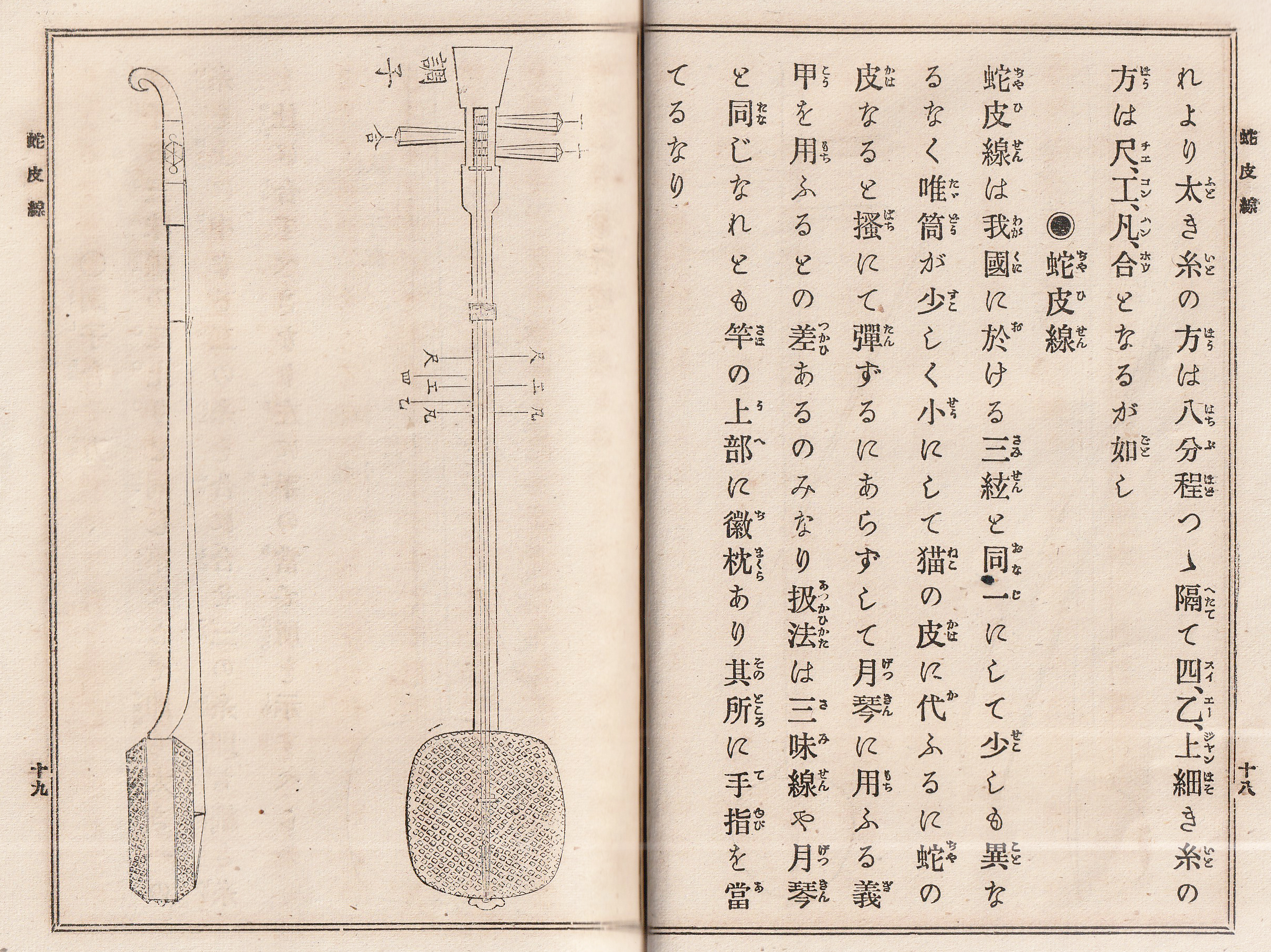
日本本土では蛇皮線（三弦子）は清楽の楽器として広まった。1894年刊『明清楽之栞』より。

三線（さんしん）は、弦楽器の一種。日本の沖縄県全域、奄美群島、九州地方などで主に用いられる。

## 概要
中国福建省の弦楽器「三弦」を原型とする撥弦楽器である。

### 日本本土
戦国時代の永禄年間、琉球王国を経由して日本本土に伝わり、三味線の起源の一つとなった。三線と比べて、本土の三味線は棹が長く、中国の三弦は棹の長さの割には胴が小さい。またオリジナルの中国の三弦も、江戸時代に長崎に来舶した中国人がもたらした清楽(しんがく)とともに、あらためて日本本土で定着した。三味線は猫や犬の皮を使ったので、中国の三弦は日本本土では俗称で「蛇皮線」とも呼ばれた。蛇皮線は、1894年に勃発した日清戦争をきっかけに清楽が衰退したことで、日本本土では姿を消した。

### 南西諸島
15世紀以降、琉球王国（現在の大東諸島を除いた沖縄県および鹿児島県奄美群島）で独自に発展した。福建省からは閩人三十六姓の来琉（1392年～）によりもたらされたとの見方もある。
三線は音を出す胴の部分に蛇（ニシキヘビ）の皮を張り、胴の尻から棹の先（天部）に向けて3本の弦を張り渡して、弦を弾いて鳴らす。主に単音でメロディ部分を演奏する。助数詞には「本」「棹／竿（さお）」「挺／丁（ちょう）」等を用いる。
沖縄県では楽譜は「工工四（くんくんしー）」という独特の記譜法を用いる。これは、中国の三弦楽譜「工六四」（くるるんしー、と沖縄で呼ばれる）が原点とみられる。
沖縄文化（琉球文化）を象徴する存在の一つとして知られる。かつては琉球王国領内において、宮中での琉球舞踊に用いる琉球古典音楽や、士族や農民たちが歌う民謡（沖縄民謡や奄美民謡）のために男性が三線を弾いた。琉球王府は、美術工芸品を製作する貝摺（かいずり）奉の下に三線職人を抱えていた。
今日では古典音楽や民謡の他、ポップスやクラブミュージックなど様々なジャンルで用いられ、演奏するアーティストも沖縄音楽や沖縄文化圏に留まらない。
沖縄県は近代以降移民が盛んになったため、日本本土に移り住む人やハワイ、南米のブラジルやボリビアなど海外移民先の沖縄人コミュニティーを通して、沖縄圏外にも広まった。日本では、第二次世界大戦前に「安里屋ユンタ」（1934年録音、歌詞は日本語標準語の「新民謡」）がラジオ放送で人気を博したり、1970年代に竹中労らが沖縄音楽を紹介したりした後、1990年代の「沖縄ブーム」の到来により全国的に知られるようになった。三線を前面に押し出した楽曲として初めてのミリオンセラーはロックバンド・THE BOOMの「島唄」（1992年全国発売）である。
2018年11月に経済産業大臣指定伝統的工芸品に指定された。
沖縄以外の南西諸島にも、それぞれ独自の三線が存在する。
例えば奄美群島の「奄美三線」(あまみさんしん)は、弦や撥(ばち)が沖縄三線と違うだけでなく、使用楽譜は横三つの線で番号を使う奄美独特の楽譜だったり(沖縄は工工四)、奏法もアップストロークが主で(沖縄三線はダウンストローク)左手の抑え指は中指を使わずに行う(沖縄三線は薬指を使わない)など、現地の演奏者から見ると大きな違いがある。
九州にも「ゴッタン」という三線によく似た楽器があり、「板三線」などとも呼ばれる。

## 呼称
沖縄県では一般に「さんしん」という。奄美群島においては「三味線」「蛇皮線」「ジャミセン」という。「さんしん」という呼称については、起源である三弦との関係が指摘される。三弦は福建語でsamhian（サムヒエン）、北京官話ではsānxián（サンシエン）と読む。山内盛彬はサンセン（三線）からサミセンへ変化していったという説を唱えている。三線の胴の太鼓部分に蛇の皮を張るため、三味線（猫や犬の皮を張る）と区別するために、日本本土を含めて「ジャビセン（蛇皮線）」「ジャミセン（蛇味線）」と呼ばれることも多い。ただし、この呼称は沖縄では殆ど使われない。
小さな島が点在する南西諸島では島ごとに方言が大きく異なるため、数多くの異称がある。統一名称として「三線（サンシン）」の言葉が広く使われている。
琉球処分後の明治時代、沖縄の伝統的な地名・人名を「日本風に」2文字で表記する方法が流行した（汀志良次→汀良、古波蔵→古蔵、神里原→神原など）。三味線の「味」を同様に省略して三線という呼称になったという俗説がある。

### 方言による呼称抜粋
- 三線（サンシン） - 沖縄本島、奄美大島ほか[3]
- 三味線（シャミセン） - 沖縄本島の首里周辺、奄美大島[4]
- 蛇皮線（ジャビセン） - 奄美大島
- 蛇味線（ジャミセン）
- サミシル - 徳之島の一部など[5][6]
- シャミシル - 鹿児島県徳之島町亀津など[7]
- サミセン - 徳之島の一部など[8]
- サンシル - 沖永良部島[9]、徳之島など
- サンシヌ - 与論島[10]
- サンシリ - （沖縄本島金武）
- サミシン、シャミシン - 石垣島や竹富町域など

## 歴史
三線は元々中国発祥で三線を琉球時代の沖縄に持って行ったところ沖縄の文化になったと言える。

### 起源
中国大陸の東南部（現在の福建省）の弦楽器「三弦」を直接のルーツとする。琉球王国は統一（1429年）後、中国大陸や東南アジアとの交易により多くの文物を取り入れていた。伝承では久米三十六姓帰化（14世紀末）以前にはすでに琉球に持ち込まれていたという。15世紀後半には尚真王が士族の教養のために三弦を奨励していた。その後、日本でいう永禄年間初頭（1558年または1559年）に泉州（現在の大阪府南部）堺へと伝わり、日本本土の三味線の起源となった。
福建省の三弦は部位・構造・素材のいずれも三線とほぼ同じものだが、三線の方が棹が短く、胴は平べったく変化した。

### 琉球王国時代
17世紀初頭には琉球王国が三線主取（サンシンヌシドゥイ）という役職を設けた。琉球王国は、清から訪れる冊封使の接遇のために典礼を定めて盛大な接待式典を挙行していたが、そのための役職である踊奉行の玉城朝薫が1719年、能や歌舞伎など日本の芸能を参考にした組踊を創始し、三線・島太鼓・胡弓といった沖縄音楽・琉球舞踊の発展の礎となった。日本の芸能が取り入れられた背景には、日本文化への造詣が深かった王国摂政・羽地朝秀（任期1666年 - 1673年）の影響が窺える。
琉球舞踊同様に三線は男性の楽器とされてきた。そのため、調弦は男性用になっている。
蛇皮は中国との貿易でもたらされた。乾隆32年（1767年）の輸入品の中には5張の蛇皮が見える。王国時代は貴族や士族といえども経済的には必ずしも恵まれず、高価な蛇皮を張った三線は富裕さの象徴であったとされる。裕福な士族は一本の原木から二丁の三線を製作し「夫婦三線（ミートゥサンシン）」と称したり、漆塗りの箱に納めて「飾り三線」と称し丁重に床の間に飾ったりする文化があった。蛇皮に手が届かない庶民の青年は、芭蕉の渋を紙に塗って強化した渋紙張りの三線を製作して毛遊び（もうあしび）し、農作業の後の時間を楽しんでいた。
那覇の辻・仲島などの遊郭では芸妓・遊女が座敷芸として唄三線を身につけた。

### 近代
19世紀後半、琉球処分を経て日本の施政下に入った明治時代以降には、様々な流派が王朝時代の楽曲の保存や三線の普及に務めた。
第二次世界大戦末期には沖縄は激しい戦火に見舞われ（沖縄戦）、多くの三線が被害を受けた。製作後250年を経た三線や琉球国王所有の三線の他、「開鐘（ケージョー）」と総称される名器のうち数丁も失われた。

### 現代
沖縄戦後、沖縄はアメリカ軍の統治下に置かれた。米軍基地内のバーやコザの繁華街などではアメリカ兵相手に、三線によるライブが盛んに催された。基地に流れていたアメリカのヒット曲を聞きかじって三線でコピーした登川誠仁の『ペストパーキンママ』（1948年。原曲はアル・デクスター『ピストル・パッキン・ママ』）などは当時の沖縄の世相を反映している。戦後は沖縄大衆演劇を中心に復興し、古典や民謡の各流派も大会を開催している。日本の民謡や歌謡曲の節回しを取り入れた曲やポップミュージックの曲の中にも三線が採り入れられるようになったが、影響は沖縄文化圏に留まっていた。
南米ボリビアに移民した沖縄県出身地の街・オキナワ移住地（コロニア・オキナワ）や同じく南米のブラジル、米国ハワイの沖縄系日系人コミュニティでは、三線が彼らのアイデンティティを示すアイコンとなっている。
1972年に沖縄がアメリカ合衆国から日本に返還された後、知名定男率いるネーネーズやりんけんバンドなど一部は日本本土の音楽シーンでも活躍したが、三線や沖縄音楽が本格的に知られるようになるのは1990年代の沖縄ブーム以降である。1992年には山梨県出身の宮沢和史らのバンド・THE BOOMが三線を全面に押し出した琉球音階のポップス曲『島唄』を発表し、150万枚に迫る大ヒットとなった。1999年公開の映画『ナビィの恋』は沖縄をモチーフとした映画としては異例のヒットを記録し、2001年に放映されたNHK連続テレビ小説『ちゅらさん』で沖縄ブームが不動となったことで、趣味として三線を始めたり沖縄音楽に親しむことが沖縄文化圏以外においても一般的となった。三線は生産量が増え、初心者向けのセットや教本なども多数発売されるようになった。一方で三線の素材として理想的とされる黒檀は手に入りにくくなって価格が高騰し、質の悪い素材を塗装でごまかした粗悪品も存在する。
2010年3月、沖縄県内の三線職人の有志が集い、三線製作の技術向上と地域ブランド化、後進の育成、品質の保全を目的とした沖縄県三線製作事業協同組合が発足した。
2021年現在、三線は沖縄県伝統工芸に指定され、7名の工芸士が認定されている。鹿児島県では伝統工芸品奄美のサンシン（奄美地方）として指定されている。

## 型と種類
沖縄三線と奄美三線では形状が異なる。本土の三味線の影響をより強く受けた奄美三線は全体的に大きい。

### 沖縄三線の型
沖縄三線は棹の形状から7種類の型（かた）に分類される。それぞれの型の元となった三線が存在し、名称は元となった三線の製作者の名を冠している。現在製作されている三線はすべてそれらの複製である。かつては形状の差異についての認識は曖昧だったが、琉球三線楽器保存育成会らが定義を整理した。そのため以前は、例えば天は真壁型で鳩胸は与那城型といった折衷型の三線も多く出回っていた。近年では又吉真栄による「マテーシ千鳥」や「マテーシ鶴亀」のように、新しい型の棹を製作する試みもなされている。
南風原型（フェーバラー）
最も古い型であり、名工「南風原」の作と伝えられている。棹は細身で天（チラ）は曲がりが少なく扁平。野坂（スンウリ）は大きく曲がり、野丸（ティアタイ）は半円である。野丸と鳩胸（ウトゥチカラ）の区別がほとんどできない。高音域の音であっても澄んだ音がでるように野（トゥーイ）は下がっている。南風原型はさらに拝領南風原型（ハイリョウフェーバラー）・翁長親雲上型（オナガペーチン）に分けられる。
知念大工型（チニンデーク）
初代三線主取であった知念大工の作とされる。棹は太く、天の曲がりは大きい。天の部分と野丸の下部から鳩胸にかけて痩せ細った馬の背のように中央が盛り上がっているのが大きな特徴。天も南風原型と比べると広い。野坂は短く、野丸は丸みを帯びている。
久場春殿型（クバシュンデン）
久場春殿の作とされている。沖縄三線では最も大型で、天の曲がりが小さく薄い。上部から下方へ次第に太くなり、野丸と鳩胸の区切りがほとんど出来ない。胴内の軸には三角形の穴があり、一段の段が付けられている。両側には碁盤のへそのような溝がある。芯の付け根に段が刻まれている。かつて辻界隈の遊郭では護身用の武具（棍）として用いられたという逸話がある。
久葉の骨型（クバヌフニー）
同じく久場春殿の作とされる。横から見ると蒲葵の骨に似ていることからその名がついた。箏と匹敵する美音をもつとされる。久場春殿とは対照的に、三線の中で棹が最も細い。野丸と鳩胸の区切りはほとんどない。
真壁型（マカビー）
名工「真壁里之子」の作。均衡がとれた美しさから真壁型が最も多く製作され、かつ人気も高い。開鐘と呼ばれる三線は全てこの型。他の名工達と異なり、王国の官職にあった真壁の棹に対する情熱は相当なもので、完成した棹であっても納得のいかないものは薪として火にくべたという伝承がある。棹は細身で天は中絃から曲がり、糸蔵（チルマダイ）が短い。宇根親雲上型（ウーニペーチン）もこの型に属する。今市販されている三線の多くは廉価版でもこの形をベースにしている。
平仲知念型（ヒラナカチニン）
三線主取であった知念の弟子、平仲の作。棹は細めだが、鳩胸に丸みがない。天は大きく湾曲していて、中央は少し盛り上がって丸みを帯びている。知念大工の系統と見る人もいるが、現在の動向では「平仲知念型を型として再検討する必要がある」という風潮のようである。
与那城型（ユナー）
真壁型と同時代の与那城の作とされている。琉球古典音楽の演奏家はこの型を好む傾向にある。この型は更に小与那型（クーユナー）、江戸与那型（エドユナー）、佐久川与那型（サクェカーユナー）、鴨口与那型（カモグチユナー）に分かれる。真壁型よりも棹厚く、月の輪と棹の野面とが直角をなしているのが大きな特徴。天は糸蔵の先から曲がり、範穴はやや下方に開けられている。糸蔵は長く、鳩胸も大きめ。特に江戸与那型の芯には大小3つの穴が開けられている。後世に自分よりも優れた名工が現れたとき、修正の余地を与える意味で厚くしたと言われている。面取与那（メントゥイユナー）とも呼ばれる「与那城の遺作」とも呼ばれた「通常の与那の野面が天の曲がり付近から野坂に掛けて平均的に面が取られ、範穴も真壁型の様に取られたかのような名器」も存在したとの伝承も存在する。「修正の余地の意味」の異説として「三線大工の師でも有った名工真壁に対して、与那城が｛間違った棹作りをした時にはいつでも師真壁に面を取り去って下さい｝との謙虚な心積りで居たから」と言う話も伝わっている。

### 変わり三線
三線には様々な改良楽器が存在する。
エレキ三線
コンサートやライブでの使用のために、胴部分にマイクやピックアップを内蔵している。
パーランクー三線
エイサーで用いられるパーランクーに棹をつけた三線。
ジャンボ三線
うりずん娘が使用。全長6メートル。二人掛かりで演奏。
ダブルネック三線
棹が二本付いた三線。
オキハワ
弦を四本にし、フレットを付けた三線。

## 部位と素材

### 棹（ソー）
三線の音色と価値はその棹で決まるといわれる。素材としてはカリン、ゆし木、紫檀、縞黒檀（カマゴン）、黒檀などがある。その中でも材質が重くて硬く、年月が経過しても反りや狂いの生じにくい黒檀（黒木＝クルチ）が珍重されている。三線の棹として現在最高級とされるのは八重山産の黒檀（八重山黒木＝ヤイマクルチ）である（希少なために高価になっている面もあり、八重山産であれば必ず良い音を保証するという意味ではない）。現在では台湾やフィリピン産の南方黒木（カミゲン）やカマゴンと呼ばれる種類が黒木の代用として多く使われているが、これらも年々出回らなくなってきている。
棹の原木はよく「寝かせて」自然乾燥させ、材質を締める必要がある。良い棹を作るには最低でも5年は寝かせた素材を使う。職人によっては、よく響く棹には黒木を使い、柔らかい音色を求めてあえてゆし木を棹に使うといった工夫も行われる。名高い三線の名器を「開鐘（ケージョー）」と呼ぶが、そのうち富盛開鐘（トムーイケージョー）の棹はゆし木製である。
音色を度外視すれば棹の素材に制限はなく、純金や銀、ガラス、アルミ、樹脂を用いた棹も実際に存在する。

### 胴（チーガ）
胴の部材には主にイヌマキ（チャーギ）やクスノキ、リュウガンが用いられる。高価な三線にはケヤキ、カリン、黒檀が用いられることもある。廉価品には東南アジア産のゴムノキなども用いられる。この胴部材にインドニシキヘビの蛇皮を張るのが伝統的な三線の胴の製法である。
胴は弦の音を増幅させる場所となる重要部分となる。皮の張り具合（強さ）をみて、音の高い方を表、反対側を裏とする。南風原型や真壁型は小型の胴、知念大工型と与那城型は大型の胴とされてはいるが、違いは曖昧である。
第二次世界大戦直後、アメリカ合衆国による沖縄統治下で物資が乏しかった時代には、コンビーフなどの空き缶を胴に用いたカンカラ三線や、馬の皮、セメント袋、落下傘生地（いずれも米軍の軍用品で、ヤミ市に出回った）を張った三線も存在した。カンカラ三線は戦後の沖縄史を語る文脈では欠かせない存在でもあり、金武村（当時）の日本兵捕虜収容所で作られた楽曲「屋嘉節」などはカンカラ三線で歌うことにこだわる奏者も多い。こうした経緯から、20世紀末頃からは学校教育でもカンカラ三線が社会科や音楽、総合的学習の教材として取り入れられている。
野生の蛇からの蛇皮採取はワシントン条約に抵触する可能性があるため、現在ではビルマニシキヘビやアミメニシキヘビが養殖され、三線に使用されている。1954年（昭和29年）発行の『琉球三味線寶鑑』や戦前の演奏風景を収めた写真からは、ボールパイソンやボア、クサリヘビ科（ハブやマムシが属する毒蛇の仲間）など、大きな厚めの皮が取れる蛇皮が使われていた形跡も窺える。
本張りと呼ばれる蛇皮一枚張りは、薄い皮をいっぱいに張った状態のままでは湿度の微細な変化によって皮が伸縮するため割けるおそれがある。そもそも三線の製法が沖縄県の風土に合わせたものであるため、県外では特に管理が難しい。そのため、管理がしやすい「人工張り（人工皮）」（蛇皮模様のプリント素材を張ったもの）や、プリント素材の上に蛇皮を重ねて張る「強化張り（二重張り）」も一般的である。人工張りは環境の変化に強い反面、高く鋭い音になりやすい特徴がある。奄美群島では徳之島以南などを除き沖縄県と比べて薄い皮を強く張った三線を好んで用いる人も多いが、撥さばきが荘重な傾向のある奄美大島南部では厚い蛇皮をより強く張る事を好む人も多く、また沖永良部島や与論島の南奄美地方の民謡では薄めの皮をやや緩く張るのが好まれるなど、その地域により傾向が異なる。
古謝美佐子のように合皮を積極的に利用する奏者もおり、本土の三味線に比べ合皮への抵抗感は薄い。特に海外公演もする者の場合は蛇皮製品は出入国時に税関で手続きに苦労したり、本皮は気候の違いで調子が悪くなりやすいため避けられる。なお札幌市豊平川さけ科学館にある鮭皮を胴に使用した三線のように、胴の素材を変えた変わり種三線もある。

### 弦（チル）
三線の弦はその名の通り3本である。太い弦（抱えたときに上側）から順に「男絃（ヲゥーヂル）」「中絃（ナカヂル）」「女絃（ミーヂル）」と呼称する。それぞれ三味線の一の糸、二の糸、三の糸に相当する。素材は伝統的には絹糸を撚ったものであったが、音のバランスを保ちにくく非常に切れやすかったために今日では白色のテトロンかナイロン製の弦が普及している。まれにエナメル製の弦も用いられるが、手触りの悪さから一般的ではない。奄美群島の三線では、黄色く染色したナイロン製の細い弦「大島弦（ウーシマヂル）」が用いられる。大島弦が黄色なのは、かつて音に張りを与えるため弦に卵黄を塗った名残である。

### 胴巻き（ティーガー）
ティーガーとは「手皮」の琉球語読み。胴の周りにつける装飾的な胴巻きのこと。以前は家紋をあしらったシンプルなものが多かったが、高度経済成長期を経て色や素材、デザインにバリエーションが増し、オリジナル性やファッション性に富んだティーガーがよく見られるようになった。大正時代頃までは、胴の手を乗せるために小さな面積の金襴製・毛皮製のティーガーを巻いたが、現在ではほとんど作られない。

### 糸巻き（カラクイ）
弦の張り具合を調節する糸巻きをカラクイという。調弦により音階を調節する。その形状から、首里、梅、菊、カンプー、歯車型などいくつかのデザインがある。素材は主に黒檀や紫檀、黒柿である。中国の楽器の糸巻きをまねて、牛骨、ラクト材、象牙、プラスチックなどで装飾したものが多い。

### 駒（ウマ）
駒（ウマ）を胴面に立てると弦が離れ、弾ける状態になる。ウマは前後で微妙に傾斜が異なっており、背側を棹に向けると倒れにくい。素材は竹（モウソウチク）や牛骨が一般的であるが、規定はない。ウマの素材によって音色も変わる。職人の間では竹製の駒を油で揚げる（油煎加工する）と良い駒になるとされる。夜間など音を響かせられないときの練習のために、三線用の消音駒（忍び駒、忍びウマ）も存在する。

### 爪・撥（チミ・バチ）
義甲（バチ）のこと。標準語で「ツメ」ともいう。バチの材質は水牛の角が高級、上質とされる。普及用にはエナメル製のバチが一般的に市販されている。ただ、他の部位と同じく定義は特にないため、非常に様々な素材のバチが存在する。奄美群島では細長い竹箆状のバチを使用して演奏する。
形状はやや湾曲し、先端は削って使用する。大きさは5〜15センチほどで、大まかな傾向として古典や舞踊の曲には大型のツメを、民謡やポップスには中型や小型を使うことが多い。三線の奏法はダウンストロークが基本となるため、ツメの背（下側）は丸みを帯びている。「掛け音」（アップストローク）の際には文字通り先端を弦に「掛けて」音を出す形になる。
必ずツメを使うというわけではなく、自分の人差し指の爪で「爪弾く」ことも多い。よなは徹など爪弾くスタイルにこだわる奏者もいる。早弾きの曲にはギターのピックを用いることもよくある。

### その他の部位の名称
- 糸掛（チルドゥミ）
- 猿尾（ミジアティ）
- 心（チーガタムチ）
- 心穴上（ミジトゥイウイミー）
- 心穴下（ミジトゥイシチャミー）
- 爪形（ウトゥアティ）
- 爪裏（ウトゥダマイ）

- 野坂（スンウリ）
- 鳩胸（ウトゥチカラ）
- 野（トゥーイ）
- 野丸（ティーアタイ）
- 粟転（ウトゥノクイ）
- 歌口（ウトゥガニ）
- 糸蔵（チルダマイ）

- 範穴（カラクイミー）
- 天（チラ）
- 月の輪（チラカマチ）
- 虹（ウイチラムチネー）
- 乳袋（ミルクミミ）
- 胴表（チーガウムティ）
- 胴裏（チーガウラ）

## 塗り
元来、棹の表面は黒く漆塗りされる。近年ではウレタンの吹き付け塗装が主流である。黒木や花梨といった用材で棹を作製する場合には、その木目や色合いを生かすために春慶塗り（スンチーヌイ）と呼ばれる透明の漆塗りを施すことが多い。また、奄美群島では塗りを施さない地のままの棹を好む人も多い。

## 開鐘（ケージョー、ケージョウ）とは
棹がやや細く、短く、皮が緩めに張られた型。弦は絹糸を使う。太い低音が響くため、琉球王朝時に城門を開ける合図の鐘の音に似ていたことからこう呼ばれた。後述のように「盛嶋開鐘」が現存しているほか、2000年代に復刻された。
開鐘の名の由来となった、明け方に突かれる鐘の音は「開静鐘」と呼ばれた。開鐘と称されている名器の全ては真壁型である。尚家に伝わる三線の中でも非常に良い品とされていた三線は俗に「五開鐘」や「十開鐘」と呼ばれていたが、それがどの三線だったのかは文献によって諸説有る。他に開鐘に準ずる三線として十数挺あり、戦後はこれらの準開鐘も含めて開鐘と呼んでいる。五開鐘のなかでも最高峰と言われていた盛島（盛嶋）開鐘は第二次世界大戦により焼失したと伝えられていたが、戦後、尚家の元へ戻り、1982年に尚裕より沖縄県立博物館に寄贈された。現在は沖縄県立博物館・美術館にて収容、展示されている。ちなみに、沖縄県立博物館・美術館では盛島開鐘の心の部分に「盛嶋開鐘」という記載がされているため「盛島」ではなく「盛嶋」という表記を使用している。ただし、戦後、長いあいだ行方不明だった点を考慮すると、後から作為的に手を加えられた可能性や、その真偽について今なお憶測が絶えない。開鐘には属しないが、護佐丸が愛用した三線と言われている泊綾爪や続面、勝連虎毛、鴨口与那城、江戸与那城は三線の名器として知られている。
- 1916年4月17日、琉球新報社の記事より
  - 盛島（ムリシマ）開鐘、西平（ニシンダ）開鐘、湧川（ワクガー）開鐘、熱田（アッタ）開鐘、翁長（ヲゥナガ）開鐘
- 山内盛彬「琉球の音楽芸能史」と冨原守清「琉球音楽考」より
  - 盛島開鐘、西平開鐘、湧川開鐘、城（グスク）開鐘、安真太平（アマダンジャ／アマダンチャ）開鐘
- 「沖縄大百科事典」の開鐘の項目（又吉真三）より
  - 盛島開鐘、西平開鐘、湧川開鐘、城開鐘、安真太平開鐘（西平、湧川の代わりに久田と大宜味を入れる場合もある）

準開鐘に属するもの
- 友寄（トゥムシ）、豊平（トヨヒラ）、屋良部崎（ヤラブザキ）、前田、翁長、熱田、屋冨祖、城間（グスクマ）、松田、富盛（トゥムイ）、安室（アムロ）、志多伯（シタハク）

## 奏法
沖縄県では基本的に撥を上から下へ下ろして弦を弾く奏法（ダウンストローク）で弾かれる。奄美群島では下から上に弾き上げる奏法（アップストローク）が多用される。沖縄県では本土の三味線と異なり、撥で胴を叩かない。奄美群島では竹製の撥で胴を叩く奏法もある。楽譜には勘所や壺（チブドゥクル）と呼ばれる弦を押さえるポジション、タイミング、弾き方を文字で表した工工四（クンクンシー）と呼ばれる縦書き譜が用いられる。
最も一般的な「本調子」では C-F-C（男弦-中弦-女弦）で調弦するが、弾き語りの時は奏者の声域に合わせて全体の音高を上げ下げする。

## 流派
三線の演奏には琉球王朝の宮廷音楽として発達した琉球古典音楽と、庶民の間に歌い継がれてきた沖縄民謡、奄美群島の島唄とに大きく分けられる。伝えによれば、歌と三線は「いんこねあがり」という者がおもろや自作の即興詩を三線に合わせて伴奏していたのが始まりとされる。村々を放浪していたため、そのスタイルは広く取り入れられた。俗にいう赤犬子（アカインコ）は当て字。現在、赤犬子神社（赤犬子宮 (アカナクー) ）が読谷村楚辺にある。

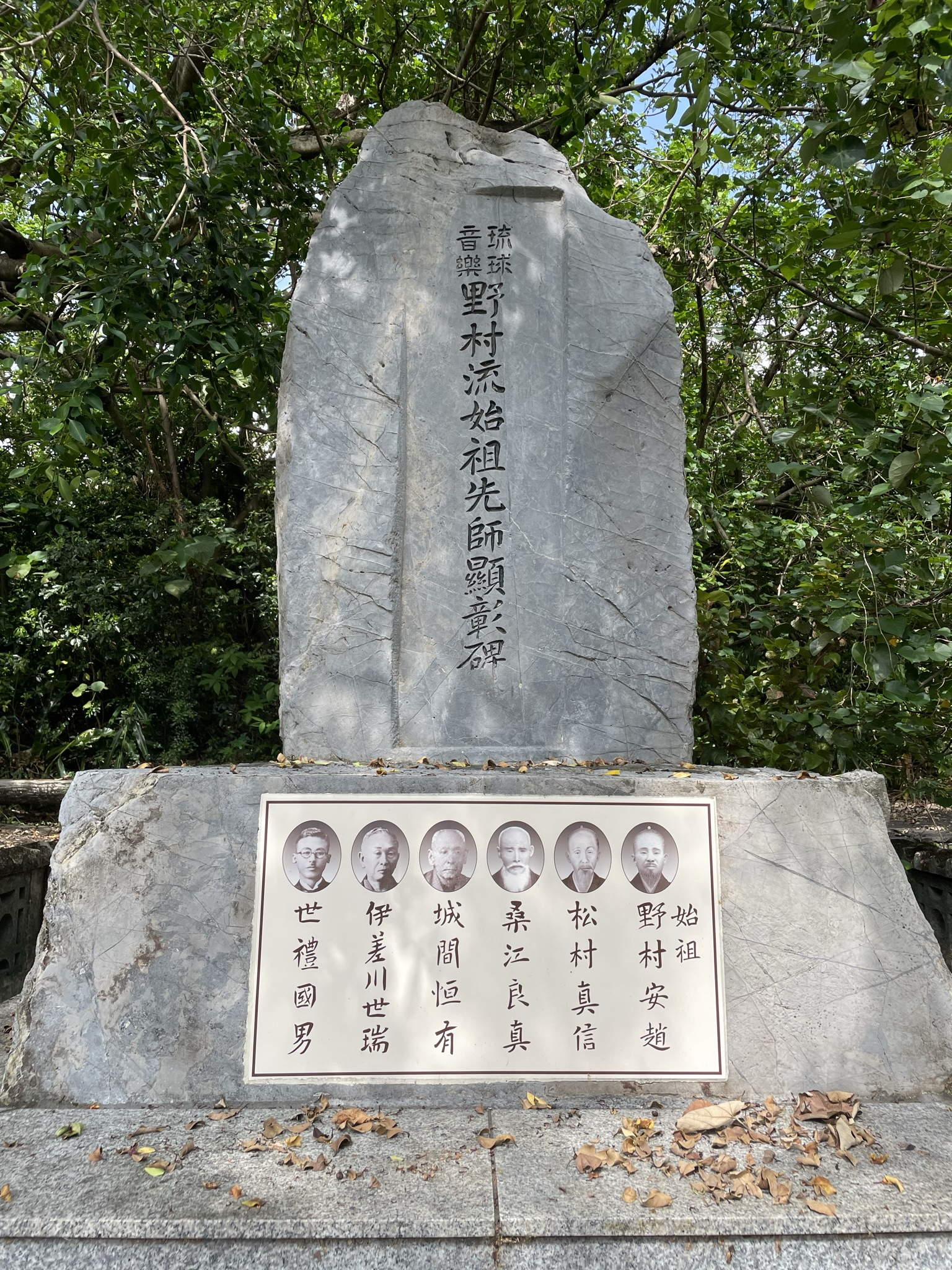
「琉球音楽　野村流始祖先師顕彰碑」。沖縄県那覇市

湛水親方こと幸地賢忠が創設した湛水流から、知念績高の弟子であった安冨祖正元と野村安趙が、それぞれの流れを伝える安冨祖流と野村流を興す。両派の主な違いは、主にかぎやで風に代表される。ちなみに古典という呼称は近代に入って、その継承や保存という意識が強まることによって生まれた。仲宗根幸市は、楽曲の種類によって大節（ウフブシ）や端節（ファブシ）と呼ばれていたものを総称して古典と呼ばれるようになったのがいつ頃なのかハッキリしないとしながら、おおよそ大正末頃ではないかと推測している。
主に士族の作法や教養であった難解な古典音楽と異なり、毛遊びや祝いの席などで親しまれた沖縄民謡は、当時の流行や地域のうわさ話、替え歌、春歌、男女間の愛憎に密接した内容が歌われている。沖縄本島の民謡とは別に宮古民謡や八重山民謡などに分けられる。
音楽だけに限った話ではないが、琉球古典音楽や沖縄民謡の世界では、その考え方の違いや諸々の事情から複数の団体や会派に分かれている。例えば、琉球民謡協会では「新人賞・優秀賞・最高賞・教師・師範・最高師範」の段階分けがあり「師範免許を取得すると教師を指導できる」と言ったように、その所属団体によって会費やコンクールの段階等に違いが生じる。これは本土の家元制を参考にしたもので、通っている研究所の先生の推薦で受験するシステムが一般的。
- 1957年設立 - 琉球民謡協会
- 1976年設立 - 沖縄民謡協会
- 1989年設立 - 琉球民謡保存会
- 2002年設立 - 琉球民謡音楽協会
- 2004年設立 - 琉球國民謡協会
- 1949年設立 - 八重山音楽安室流協和会
- 1958年設立 - 八重山音楽安室流保存会
- 1970年設立 - 八重山音楽大浜用能流保存会
- 1976年設立 - 八重山古典民謡保存会
- 1998年設立 - 八重山音楽安室流室山会
- 宮古民謡協会
- 宮民謡保存会
- 宮古民謡保存協会
- 在沖宮古民謡協会
- 琉球民謡登川流研究保存会

## 主な演奏者

### 琉球
- 新良幸人（パーシャクラブ）
- 池田卓
- MERRY（具志恵）
- 石垣優（やなわらばー）
- 伊丹英子（ソウル・フラワー・モノノケ・サミット）
- 糸数カメ
- 伊禮麻乃
- 伊禮俊一
- 上原知子
- 上間綾乃
- 上江洌清作(MONGOL800)
- 内里美香
- 大島保克
- 大城美佐子
- 乙女椿
- 華菜枝
- 嘉手苅林昌
- 嘉手苅林次
- 我如古より子
- 川門正彦
- 川畑アキラ（ザ・コブラツイスターズ）
- 喜納昌永
- 喜納昌吉
- 金城繁
- 金城睦松
- 金城実
- 儀間崇(MONGOL800)
- 国吉源次
- 国吉真勇
- ゲレン大嶋（チュラマナ、coco←musikaなど）
- 古我地
- 古謝美佐子
- 島袋正雄
- 城間竜太
- 新里英之（HY）
- 新城浪
- 大工哲弘
- 高嶺英亨
- 高嶺ミツ
- 知名定男
- 知名定人
- 知名定繁
- 知念宗真
- 照喜名朝一
- 照屋政雄
- 照屋林賢（りんけんバンド）
- 照屋林助
- 通事安京
- 中川敬（ソウル・フラワー・ユニオン）
- 仲村奈月（ソウル・フラワー・モノノケ・サミット）
- 夏川りみ
- 饒辺愛子
- 饒辺勝子
- 登川誠仁
- 南ぬ風人まーちゃん
- 八木政男
- 鳩間可奈子
- 浜川春子
- 比嘉栄昇（BEGIN）
- 平安隆
- 前川守賢
- 前川義紀
- 宮城克年
- ミヤギマモル
- 宮里悠平（HY）
- 宮沢和史（THE BOOM）
- 宮良康生
- 宮良忍（ex-DA PUMP）
- 村松健
- 森久保慶子（小原慶子）
- 山内盛彬
- 山川まゆみ
- 山里勇吉
- 山城孝治（バーボンズ）
- よなは徹
- 世持桜
- 徳原盛文

### 奄美
- 中孝介
- 武下和平
- 坪山豊
- 築地俊造
- 石原久子
- 里アンナ
- 牧岡奈美
- 川畑さおり
- 城南海
- 前田博美
- 禎一馬
- ハシケン
- 元ちとせ
- 安田宝英
- タナカアツシ